# Poropoea cunabulintrans
Poropoea cunabulintrans is een vliesvleugelig insect uit de familie Trichogrammatidae. De wetenschappelijke naam is voor het eerst geldig gepubliceerd in 2004 door Kobayashi & Kato.